# Sergio Boris
Sergio Boris, właśc. Sergio Boris González Monteagudo (ur. 26 maja 1980 w Avilés) – hiszpański piłkarz, grający w Numancia Soria na pozycji obrońcy.
Jest wychowankiem Realu Oviedo. Najpierw występował w drużynie "B", a w 1998 przesunięto go do pierwszego zespołu i wtedy też zadebiutował w Primera División. Przez 4 lata wystąpił w 110 ligowych meczach Realu i zdobył 1 gola. W 2002 roku przeszedł do Realu Sociedad. W drużynie tej grał przez 3 lata z roczną przerwą na wypożyczenie do drugoligowej Córdoby CF w sezonie 2004/2005. Od 2006 jest piłkarzem Numancii.